# Farnese de Andrade
Farnese de Andrade Neto (* 26. Januar 1926  in Araguari, Minas Gerais; † 18. Juli 1996 in Rio de Janeiro) war ein brasilianischer Maler, Bildhauer, Zeichner, Graveur und Illustrator.

## Leben und Werk
In Belo Horizonte studierte er zwischen 1945 und 1948 Malerei bei Alberto da Veiga Guignard. Als er 1948 zur Behandlung seiner Tuberkulose nach Rio de Janeiro zog, arbeitete er zwischen 1950 und 1960 als Illustrator für die Literaturbeilagen der Zeitungen Diário de Notícias, Correio da Manhã und Jornal de Letras sowie für die Zeitschriften Rio Magazine, Sombra, O Cruzeiro, Revista Branca und Manchete.
Ab 1959 besuchte er das Gravurstudio des Museu de Arte Moderna do Rio de Janeiro, wo er seine Fähigkeiten in der Metallgravur perfektionierte.
1964 begann er, Werke aus weggeworfenen Materialien zu schaffen, die er an Stränden und auf Mülldeponien gesammelt hatte, und verwendete später Schränke, Oratorien, Tröge und ehemalige Votivtafeln, die er in Antiquitätengeschäften und Secondhand-Läden erworben hatte. Diese künstlerische Wende fand also in einem Kontext des wachsenden Moralismus in der Gesellschaft statt und kann durch die Arbeit mit Materialien aus dem privaten Bereich und die symbolistische Art der Bearbeitung von Familienkonflikten als Antwort auf diesen moralischen und politischen Kontext des Putsches von 1964 verstanden werden.
Auf dem Salão Nacional de Arte Moderna 1970 wurde er mit einer Auslandsreise ausgezeichnet. Er ging nach Spanien und richtete in Barcelona ein Atelier ein, wo er bis 1975 blieb, als er nach Rio de Janeiro zurückkehrte.
1993 wurde er für seine Ausstellung Objetos in der Galerie Anna Maria Niemeyer mit dem Roquette-Pinto-Preis für das Beste des Jahres 1992 ausgezeichnet.

## Ausstellungen (Auswahl)
(Quelle: Revista Museu)
- 1952:	I Salão Nacional de Arte Moderna, Rio de Janeiro
- 1961–1969, mehrmals: Bienal de São Paulo
- 1962:	III Biennale Internazionale di Scultura, Carrara, Italien
- 1963:	Exposição coletiva Arte de América y España. Instituto da Cultura Hispânica, Madrid, Barcelona, München und Brüssel
- 1964:	Fourth International Biennial Exhibition of Prints, Tokio, Japan
- 1966:	II Bienal Americana de Grabado, Santiago, Chile
- 1968:	XXXIV Biennale di Venezia, Italien
- 1972:	X Resumo de Arte do Jornal do Brasil, Rio de Janeiro
- 1982:	VI Salão Nacional de Artes lásticas, Sala Especial, Funarte, Rio de Janeiro
- 1995:	Configura 2, Erfurt